# Morgan (Georgia)
Morgan – miasto w Stanach Zjednoczonych, w stanie Georgia, siedziba administracyjna hrabstwa Calhoun.